# لوپوشنیک
لوپوشنیک (به صربی: Lopušnik) یک منطقهٔ مسکونی در صربستان است که در پتروواتس نا ملاوی واقع شده‌است.